# Quel numéro ce faux numéro !
Pour plus de détails, voir Fiche technique et Distribution.
Quel numéro ce faux numéro ! (Boy, Did I Get a Wrong Number!) est un film américain réalisé par George Marshall, sorti en 1966.

## Synopsis
Une starlette de Hollywood fait tourner en bourrique un agent immobilier.

## Fiche technique
- Titre : Quel numéro ce faux numéro !
- Titre original : Boy, Did I Get a Wrong Number!
- Réalisation : George Marshall
- Scénario : George Beck, George Kennett, Albert E. Lewin et Burt Styler
- Production : Edward Small, George Beck
- Musique : 'By' Dunham et Richard LaSalle
- Photographie : Lionel Lindon
- Montage : Grant Whytock
- Pays d'origine : États-Unis
- Format : Couleurs - 1,85:1 - Mono
- Genre : Comédie
- Durée : 99 minutes
- Date de sortie : 1966

## Distribution
- Bob Hope : Thomas J. « Tom » Meade
- Elke Sommer : Didi
- Phyllis Diller : Lily
- Cesare Danova : Pepe Pepponi
- Marjorie Lord : Mme Martha Meade
- Kelly Thordsen : Détective Shawn Regan
- Benny Baker : Détective-lieutenant Schwartz
- Joyce Jameson : Opératrice téléphinique
- Barry Kelley (non crédité) : 'D.G.', patron du studio